# 苏绣

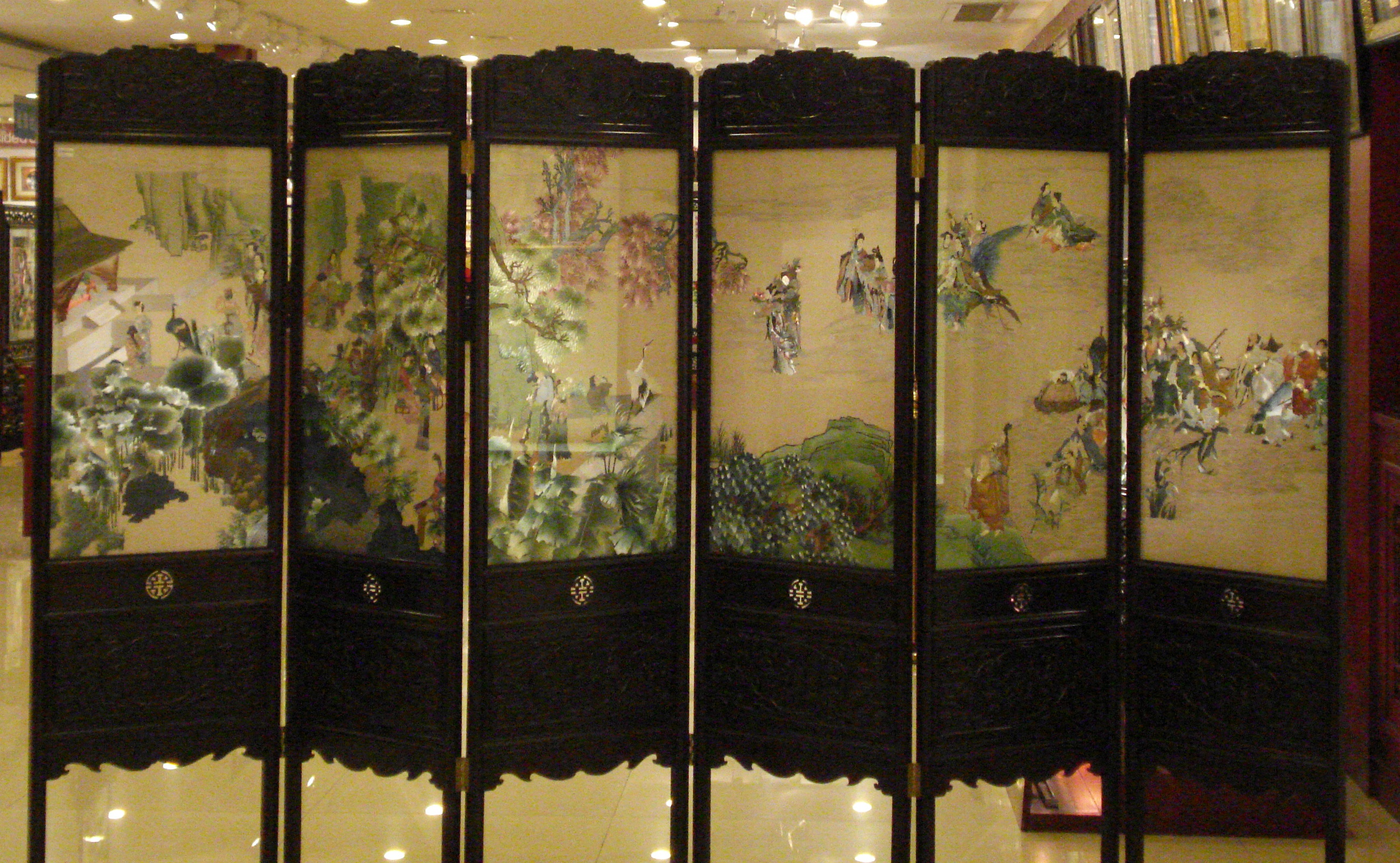
蘇繡屏風

蘇繡，原指江苏东部各地刺绣之总称。其中以苏州刺绣最古且盛，至今流传，故时下已为江苏刺绣之一般总代名词。苏绣是中国十大名绣之一，其表現手法逼真，2006年被列为中国国家级非物质文化遗产。

## 简介
苏绣技艺的起源不详。有说已有二千多年的歷史。據《說苑》記載，春秋時期吳國地區（即今江蘇省南部一帶）已經有「繡衣而豹裘者」。三國時期吳國孫權的趙夫人擅長刺繡，能在方帛上繡山河城邑等圖案畫像，被當時人稱為「針絕」。
现存历史最久的苏绣实物来自宋代。宋代蘇州經濟繁華，據聞蘇州已經是「戶戶有刺繡」。元代苏绣残片表明，当时已有一件作品运用9种刺绣针法。明朝時，蘇繡已成為「精細雅清」的地方特色。清朝蘇繡發展到鼎盛時期。然而，目前蘇州刺繡正在面臨刺繡工藝者急劇減少的困境，亟待保護。
於江蘇蘇州的蘇繡博物館，可以欣賞到不同時代的蘇州刺繡文物。

## 三大谱系
自明代以来，苏绣大师辈出，流派纷呈，目前尚有确切传人并有影响的苏绣可分为以下三大谱系。

### 仿真绣
“仿真绣”为清末沈寿所创，又稱沈绣。近年来，沈绣作品数次作为国礼赠予外国元首。

### 乱针绣
“乱针绣”为杨守玉在1930年代所创。

## 蘇繡特色
- 圖案秀麗
- 色彩典雅
- 針法活潑
- 製作精細

## 外部連結
- 苏绣精品鉴赏 （页面存档备份，存于）
- 錦繡江山-蘇繡
- 蘇州繡工 （页面存档备份，存于）

## 脚注
1. ↑  张澄国、胡韵荪. . 古吴轩出版社. 2006: 页26. ISBN 978-7-80733-023-3.
2. ↑  . 中国非物质文化遗产网.   [2013-03-26]. （原始内容存档于2013-04-25）.
3. ↑  . 新浪网. 2013-03-26  [2013-03-26]. （原始内容存档于2019-08-27）.